# Млини струменеві

Схема струминного млина з плоскою камерою помелу (СПК):
1 - розподільчий колектор; 2 - помельно-розділювальна камера; 3 - сопло; 4 - труба; 5 - трубопровід; 6, 7 - коаксіальні труби; 8 - приймач.

Млини струменеві, Млини струминні (рос. мельницы струйные, англ. stream-mills, jet(-type) mills, air-stream mills; нім. Umlaufstrahlmühlen f pl) — установки струминного подрібнення засновані на принципі дезінтеграції речовини в струменях енергоносія шляхом перетворення потенційної енергії робочого газу в кінетичну енергію частинок, що подрібнюються.

## Загальний опис
Для створення режимів високого тиску, що розвивають в речовині високі напруження і деформації, використовується енергія робочого газу (повітря, азот, перегріта пара, продукти спалення горючого газу). Частинки подрібнюються без помольних тіл, внаслідок взаємних зіткнень один з одним при навантаженні ударами, динамічним тертям або в комбінованому режимі. Установки струминного подрібнення дозволяють досягнути високого рівня дисперсності (1 — 10 мкм) з питомою поверхнею 0,5 — 2 м²/год при питомій витраті енергії 200—1200 Дж/м² і продуктивності 20 — 2000 кг/год.
Розрізнюють прямотічні і протитічні М.с., відмінні тим, що в одних матеріал руйнується при ударі і стиранні в плоскій або трубчастій помольній камері, а в інших — при зустрічному зіткненні потоків сумішей.
Струминне подрібнення твердих сипких матеріалів здійснюється без обмежень за їх твердістю, структурними і фізико-механічними властивостями. У режимах динамічної обробки при високошвидкісних зіткненнях речовина зазнає напружень до сотень МПа і деформації на рівні одиниць і десятків процентів, що полегшує розвиток тріщин по контактах зерен з переважним збереженням їх цілісності як структурних одиниць, а це поліпшує розкриття цінних мінералів і показники збагачення важкозбагачуваних руд. Струминна технологія подрібнення забезпечує отримання порошків високої чистоти з переважно овальною формою частинок. Середній розмір подрібнених частинок в продукті циклону складає d = 3 — 5 мкм, максимальний dmax = 6 — 12 мкм, в продукті фільтра відповідно d = 1 — 1,4 мкм; dmax = 5 — 6 мкм.
Методи розрахунку і шляхи створення конструкцій протитечійних повітро- і пароструминних млинів продуктивністю 0,2-5 т/год розглянуті В. І. Акуновим (1967 р.). Газоструминні млини (2 т/год) на високотемпературному газовому енергоносії розроблені українськими фахівцями (Л. Ж. Горобець та інші, 1977 р.).
При газоструминному способі подрібнення досягається ширший діапазон зміни режимних параметрів (швидкість зіткнень частинок — сотні м/с, т-ра нагріву до 600 °С). Руйнування частинок в нагрітих надзвукових струменях забезпечує більш високий ступінь подрібнення. Енергоносій доцільно підігрівати шляхом спалення палива в камерах згоряння реактивних двигунів, що відпрацювали свій гарантійний термін, але ще володіють достатньою надійністю в роботі, а також шляхом спалення палива в спеціальних газових і рідинно-паливних пальниках. Цей метод забезпечує порівняно низький рівень енерговитрат — до 1000 Дж/м² новоутвореної поверхні; засмічення продуктами зносу — не більше за 20 г/т продукту; підвищення в 1,5-2 рази реакційної здатності подрібнених порошків; забезпечення екологічної чистоти процесу; поєднання подрібнення з термічною обробкою і класифікацією порошків; підвищення ступеня розкриття мінералів і якості концентратів з важкозбагачуваної мінеральної сировини; регулювання продуктивності млина і фракційного складу продукту у вузькому діапазоні (до 90 % необхідної фракції); можливість варіювання конструктивного компонування млина в залежності від його призначення і продуктивності.
Струминні млини працюють у комплексі з повітряним сепаратором і застосовуються для подрібнення різних матеріалів (вугілля, руд, вапняку, сірки, барвників, азбесту, цементу, пластмас, слюди і ін.).